# ويليام وليامز
ويليام وليامز (بالإنجليزية: William Williams) (1 يناير 1856 المملكة المتحدة - ) هو لاعب كرة قدم بريطاني يلعب كلاعب وسط.